# Medienbildung
Medienbildung bezeichnet alle bildungsrelevanten Prozesse und/oder angestrebten Ziele mit Medienbezug beim Lernen oder bei der Entwicklung von Kindern, Jugendlichen oder Erwachsenen. Medienbildung als Prozess kann bei Kindern, Jugendlichen oder Erwachsenen als reflexive Auseinandersetzung mit Medien stattfinden und bei pädagogisch Agierenden als Förderung eines humanen Medienhandelns auftreten. Für beide Prozesse wird die Bezeichnung Medienbildung auch als angestrebter Zustand oder als Zielvorstellung verwendet. 
Medienkompetenz bezeichnet die Fähigkeit, Medien und ihre Inhalte gemäß seinen Zielen und Bedürfnissen sachkundig zu nutzen.
Mit Medienbildung kann auch die „Wissenschaft und Lehre von der Medienbildung“ gemeint sein.

## Begriffsgeschichte
Schon lange bevor das Kompositum Medienbildung seit den 1990er-Jahren immer häufiger verwendet wurde, ergaben sich zwischen den Bezeichnungen Medien und Bildung verschiedene Bezüge.  Ein erster Bezug war dadurch gegeben, dass Medien – vom Buch über Hörmedien und Film bis zum Fernsehen – als Mittel der Bildung angesehen wurden. So etablierte sich in den 1960er-Jahren der Begriff der „audiovisuellen Bildungsmittel“. Mit der Zeit lagen dann auch die Wortverbindungen „Bildungsmedien“ oder „Bildungstechnologie“ nahe. Ein zweiter Bezug wurde dadurch gestiftet, dass – ebenfalls ab den 1960er-Jahren – der Begriff der „Fernsehbildung“ die Runde machte. Dabei ging es nicht nur um das Fernsehen als Mittel der Bildung, sondern auch um das Fernsehen als Gegenstand bzw. Inhalt von Bildung. Entsprechende Überlegungen mündeten später in das Konzept einer visuellen Bildung ein. In diesem Zusammenhang galt und gilt bis heute ein fundiertes Wissen über Medien im Sinne einer Medienkunde als wichtiger Bestandteil von zeitgemäßer Bildung. Schließlich wurde ein dritter Bezug zwischen den Begriffen Medien und Bildung durch Paul Heimann (1961) eingeführt. Dieser kommt in seinem Aufsatz mit dem Titel „Film, Funk und Fernsehen als Bildungsmächte der Gegenwartskultur“ zu dem Schluss, dass mit den Massenmedien „neuartige Bildungsmächte“ entstanden seien, die in Konkurrenz zu bisherigen Bildungsinstitutionen treten und im Gegensatz zu traditionellen Vorstellungen der Schule stehen. Dabei unterstellt Heimann mit seiner Verwendung des Bildungsbegriffs allerdings von vornherein und ohne weitergehende Prüfung, dass Medien bilden. Diese Annahme bedürfte allerdings weitergehender Reflexionen, die schon dadurch notwendig werden, weil z. B. Theodor Adorno mit seiner „Theorie der Halbbildung“ die Kulturindustrie (einschließlich der Massenmedien) dafür verantwortlich macht, dass Bildung verhindert und nur „Halbbildung“ erzeugt werde. Damit wird zugleich eine Schwäche vieler Bezugnahmen zwischen Medien und Bildung angesprochen: Das jeweils zugrundeliegende Verständnis von Bildung wird häufig nicht hinreichend reflektiert.
Trotz dieser Problematik können die drei skizzierten begrifflichen Verknüpfungen als Vorbereitung der Wortschöpfung „Medienbildung“ gelten, wenn es auch bis zu den 1990er Jahren dauerte, ehe der Begriff explizit aufkam. Diese lange Zeitspanne lässt sich u. a. dadurch erklären, dass der Bildungsbegriff Ende der 1960er- und Anfang der 1970er-Jahre aus der Sicht sowohl der empirischen Erziehungswissenschaft als auch der kritischen Theorie der Frankfurter Schule als problembelastet galt. Von der einen Seite wurde er wegen seiner (empirischen) Unbestimmtheit bzw. wegen der mangelnden Operationalisierung kritisiert, während er von der anderen Seite unter Ideologieverdacht gestellt wurde. Auch als der Bildungsbegriff in den 1980er Jahren in der Pädagogik eine gewisse „Wiederbelebung“ erfuhr, kam es in der Medienpädagogik noch nicht zu seiner stärkeren Verwendung. Zwischenzeitlich hatte zudem der Erziehungsbegriff eine „Renaissance“ erfahren und bot in den 1980er Jahren – angesichts der zunehmenden Diskussion um Gewalt und Horror in Film, Fernsehen und Video – mit „Medienerziehung“ eine Wortverbindung an, unter der medienpädagogische Problemlagen bearbeitet werden konnten. Allerdings tauchten parallel dazu – vor dem Hintergrund der wachsenden Bedeutung der Mikroelektronik – die Begriffe der Informationstechnischen Bildung und der Informations- und Kommunikationstechnologischen Grundbildung auf. Diese Bildungsansätze umfassten auch die pädagogische Auseinandersetzung mit Computer und Internet und traten mit dem Anspruch auf, dass die Auseinandersetzung mit den damals neuen Informations- und Kommunikationstechnologien Bestandteil einer zeitgemäßen Allgemein- und Berufsbildung sein müsse.
Als Anfang der 1990er-Jahre die medialen Funktionen des Computers immer bedeutsamer wurden und die herkömmlichen Massenmedien zunehmend in den Sog der neuen informations- und kommunikationstechnologischen Entwicklungen gerieten, lag es nahe, über Möglichkeiten einer – auch begrifflichen – Verbindung von Medienerziehung und Informationstechnischer Grundbildung nachzudenken. Zudem schien der Begriff der Medienerziehung nicht geeignet, bildungsrelevante Aktivitäten in der medienbezogenen Erwachsenenbildung zu erfassen. So bot sich schließlich die Medienbildung als übergreifender Begriff an. Besonders deutlich wird dies z. B. daran, dass 1994 im nordrhein-westfälischen „Landesinstitut für Schule und Weiterbildung“ eine abteilungsübergreifende Arbeitsgruppe mit dem expliziten Auftrag gebildet wurde, ein „Rahmenkonzept Medienbildung“ zu entwerfen, in das bisherige Vorarbeiten zur Medienerziehung, zur Informationstechnischen Grundbildung und zu medienpädagogischen Aktivitäten in der Erwachsenenbildung einfließen sollten. In der Folgezeit hat Bardo Herzig verschiedene Ansätze zur Medienerziehung und zu einer informatischen Grundbildung auf einer zeichentheoretischen Grundlage unter dem Begriff einer integrativen Medienbildung zusammengeführt.  Da zugleich in der mediendidaktischen Diskussion die Medienverwendung für Lehren und Lernen nicht nur für Lehrende, sondern auch für die Lernenden unter einen reflexiven Anspruch gestellt wurde, liegt es aus heutiger Sicht nahe, die unterrichtliche Medienverwendung ebenfalls als Teilaspekt der Medienbildung zu verstehen. So lassen sich unter dem Begriff der Medienbildung verschiedene Aktivitäten zusammenführen – von der (reflexiven) Medienverwendung und Mediengestaltung für Lernen und Lehren über die Medienerziehung und die Informationstechnische Grundbildung bis zu bildungsrelevanten Aktivitäten in medialen Räumen bei unterschiedlichen Zielgruppen.
In diesem Sinne entstand das Kompositum „Medienbildung“ in den 1990er-Jahren eher aus pragmatischen, denn aus bildungstheoretischen Gründen. Später wurde der Begriff allerdings – unter anderem durch die Arbeiten von Winfried Marotzki und Benjamin Jörissen sowie von Gerhard Tulodziecki, Bardo Herzig und Silke Grafe – in einen bildungstheoretischen Kontext gestellt. Dabei ergeben sich bei Marotzki und Jörissen vor allem Bezüge zur strukturalen Bildungstheorie (siehe Strukturale Medienbildung) und bei Tulodziecki, Herzig und Grafe schwerpunktmäßig Bezüge zur Theorie der Allgemeinbildung.
Bei alldem können sich bei der Verwendung des Begriffs der Medienbildung unter Umständen zwei Probleme ergeben: Erstens kann der Begriff entweder als Prozess oder als wünschenswerter Zustand bzw. als anzustrebendes Ziel gemeint sein. Wenn dies in entsprechenden Arbeiten nicht ausdrücklich geklärt wird, muss jeweils aus dem Kontext erschlossen werden, welches Begriffsverständnis diesbezüglichen Aussagen zugrunde liegt. Aus medienpädagogischer Sicht liegt es allerdings nahe, Medienbildung vor allem als Prozessbegriff aufzufassen und ansonsten von Zielen der Medienbildung zu sprechen. Zweitens kann es für Unklarheiten sorgen, dass unter dem Begriff der Medienbildung sowohl der praktische Vollzug medienbezogener Aktivitäten mit Bildungsrelevanz verstanden werden kann als auch die wissenschaftliche Behandlung der damit zusammenhängenden Fragen. Auch hier muss man das jeweilige Verständnis gegebenenfalls aus dem Kontext erschließen. Zur Klärung könnte aus medienpädagogischer Sicht auch zwischen einer „Praxis der Medienbildung“ und einer „Wissenschaft und Lehre von der Medienbildung“ unterschieden werden.

## Dimensionen der Medienbildung
Eine Konzeptentwicklung zur Medienbildung – sei es aus praktischer oder aus wissenschaftlicher Sicht – sollte verschiedene Dimensionen im Blick behalten. Dabei geht es insbesondere um die Dimensionen der Bedingungen, der Ziele, der Inhalte und der Vorgehensweisen von Medienbildung.

### Bedingungsdimension
Zu den Bedingungen für die Medienbildung zählen äußere und innere Bedingungen sowie ihre Wechselwirkungen. Als allgemeine äußere Bedingung für die Medienbildung kann die generelle Lebenssituation gelten, die unter anderem durch Digitalisierung und Mediatisierung gekennzeichnet ist. Im Rahmen dieser allgemeinen Bedingung kommt der jeweils individuellen Lebenssituation eine große Bedeutung zu. Diese umfasst unter anderem die familiäre Situation, Freundesgruppen, Schule und/oder berufliche Zusammenhänge mit dem Medienverhalten der jeweiligen Personen. Als innere Bedingungen für die Medienbildung sind zu nennen: Bedürfnisse und damit verbundene Emotionen, vorhandene Erfahrungen und ein entsprechendes Wissen, intellektuelle Fähigkeiten und sozial-moralische Orientierungen. In der Wechselbeziehung zwischen äußeren Bedingungen und inneren Bedingungen ergeben sich bei Kindern, Jugendlichen und Erwachsenen bestimmte Kenntnisse zu den Medien und individuelle Muster des Verhaltens oder Handelns im Umgang mit Medien. Diese treten einerseits als Voraussetzung und andererseits als begleitende Einstellungen von medienbildenden Aktivitäten in Erscheinung.

### Zieldimension
Nach einer Erklärung der KMK von 2012 zielt Medienbildung auf den Erwerb und die fortlaufende Erweiterung von Medienkompetenz; also jener „Kenntnisse, Fähigkeiten und Fertigkeiten, die ein sachgerechtes, selbstbestimmtes, kreatives und sozial verantwortliches Handeln in der medial geprägten Lebenswelt ermöglichen.“ Entsprechende Zielvorstellungen waren auch im Orientierungsrahmen „Medienerziehung in der Schule“ der BLK (1995) im Sinne einer Leitvorstellung für Erziehung und Bildung „in einer von Medien beeinflussten Welt“ formuliert worden. Die Formulierungen befinden sich in Übereinstimmung mit vorausgehenden und späteren Überlegungen aus der medienpädagogischen Diskussion. Auch die KMK-Strategie zur „Bildung in der digitalen Welt“ von 2017 bezieht sich zunächst auf die KMK-Erklärung zur Medienbildung und konzentriert sich dann aber auf die Formulierung von „Kompetenzen in der digitale Welt“. Selbst wenn dabei eine funktionale Sichtweise im Sinne eines „Fitmachens“ für die „digitale Welt“ überwiegt bleiben die Leitideen der Sachgerechtigkeit, der Selbstbestimmung, der Kreativität und der sozialen Verantwortung von Bedeutung. In diesem Zusammenhang werden die Bereitschaft und Befähigung zu einem sachgerechten, selbstbestimmten, kreativen und sozial verantwortlichen Handeln auch als Voraussetzung dafür aufgefasst, dass Kinder, Jugendliche oder Erwachsene ihr grundgesetzlich zugesichertes Recht auf freie Entfaltung der Persönlichkeit angemessen wahrnehmen können. Darüber hinaus werden die Zielkomponenten immer wichtiger, wenn das Leitbild eines demokratisch orientierten und gesellschaftlich handlungsfähigen Subjekts weiter Bestand haben soll.
Im Hinblick auf Zieldimension der Medienbildung wird bei obigen Überlegungen unterstellt, dass Ansätze zur Beschreibung von Medienkompetenz oder von „Kompetenzen in der digitalen Welt“ einen wichtigen Beitrag zu Zielfragen der Medienbildung leisten können, auch wenn sie nicht einfach mit den Zielen von Medienbildung gleichgesetzt werden sollten. So können beispielsweise auch das Medienkompetenzkonzept von Dieter Baacke mit seiner Aufgliederung in Medienkritik, Medienkunde, Medienrezeption und Mediengestaltung oder das Medienkompetenzverständnis von Bernd Schorb mit der Unterscheidung von Medienwissen, Medienbewertung und Medienhandeln wichtige Anregungen für die Formulierung von Ziele der Medienbildung bieten.

### Inhaltsdimension
Die Frage, welche medienkundlichen Inhalte wichtig sind bzw. welches medienkundliche Wissen erworben werden sollte, hat in der Medienpädagogik eine lange Tradition. Dabei ergeben sich je nach pädagogischer Sichtweise andere Akzente. Die Sichtweisen sind zwar schon vor der Verwendung des Begriffs der Medienbildung entstanden, bleiben jedoch bis heute für Inhaltsfragen der Medienbildung bedeutsam. So sind beispielsweise aus der Sicht behütend-pflegender Konzepte Wissen über die Gefahren von Medien und über mediale Inszenierungen sowie die Kenntnis förderlicher Medienangebote wichtig. Bei einer kultur-ästhetischen Sichtweise geht es vor allem um die „Sprache“ der Medien als Ausdrucksformen künstlerischer Mediengestaltung, aber auch um Wissen über die Entstehung von Medienprodukten sowie über Medien als Ware. In funktional-systemorientierten Konzepten gelten – ausgehend von Kenntnissen zu Kommunikationsmodellen – Kenntnisse zu Medienmachern bzw. Kommunikatoren, zur Gestaltung von Medienbotschaften und zur Unterscheidung von Fiktion und Realität, zu den Rezipienten als Zielgruppen und zur eigenen Stellung im Mediensystem sowie zur Bedeutung von Medien für Wirtschaft und Gesellschaft als wichtig. Im Rahmen einer kritisch materialistischen Sichtweise wird unter anderem Wissen zur herrschaftsstabilisierenden Funktion von Medien, zur Manipulation durch mediale Botschaften, zur Monopolisierung im Medienbereich, zur Ideologiekritik und zu Möglichkeiten, eigene Interessen mithilfe von Medien zu artikulieren, hervorgehoben. Schließlich kommen bei einer handlungs- und interaktionsorientierten Sichtweise menschliche Bedürfnisse beim Medienhandeln, mediale Möglichkeiten als Kommunikationsangebote, Prozesse der Interaktion zwischen medialen Botschaften und subjektiven Deutungen sowie deren lebensweltliche und gesellschaftliche Rahmung in besonderer Weise in den Blick. Dabei haben auch die digitalen Entwicklungen sowie ihre Möglichkeiten und Grenzen in medienpädagogischen Kontexten an Bedeutung gewonnen.
Vor dem Hintergrund solcher Zugänge lassen sich unter Beachtung digitaler Möglichkeiten vor allem vier inhaltliche Bereiche für die Medienbildung nennen:
Merkmale der Medienlandschaft und ihrer digitalen Infrastruktur:
unterschiedliche Medienarten, Vielfalt der inhaltlichen Angebote, technische Medienkonvergenz, unterschiedliche Zugangsmöglichkeiten, Digitalisierung mit Datenaufnahme, algorithmischer Datenverarbeitung und Vernetzung.
Gestaltungsmerkmale und Erzeugung medialer Botschaften: Darstellungsformen, Techniken und Formen der Gestaltung bei verschiedenen Medienarten, Rolle des Menschen und der Technik bei der Erzeugung von medialen Botschaften, algorithmische Prozesse und Bedeutung der künstlichen Intelligenz.
Medieneinflüsse auf Individuum und Gesellschaft: Einflüsse auf Emotionen, Kognitionen, Verhaltens- und Wertorientierungen sowie soziale Zusammenhänge mit Einflüssen auf Einstellungen, Überzeugungen und öffentliche Meinungsbildung.
Bedingungen der Medienproduktion und Medienverbreitung: technische, ökonomische, rechtliche, personale, institutionelle, kulturelle, politische und weitere gesellschaftliche Bedingungen.
Diese Inhalts- und Wissensbereiche sind nicht als isolierte, sondern als miteinander verbundene Felder zu verstehen, die in handlungsorientierten Zusammenhängen für Analysen und Bewertungen zur Geltung kommen sollen. Solche Zusammenhänge ergeben sich in unterschiedlichen Nutzungsbereichen und Handlungsfeldern, bei den Nutzungsbereichen kann es z. B. um Information und Lernen, Austausch und Kooperation, Unterhaltung und Spiel, Analyse und Simulation, Gestaltung und Präsentation eigener medialer Produkte, Dienstleistung und Steuerung gehen. Nutzungsbereich dieser Art sind dann auch für verschiedene individuell und gesellschaftlich bedeutsame Handlungsfelder relevant, z. B. Kultur, Wirtschaft, Bildung, Wissenschaft und Politik.

### Vorgehensdimension
Als Vorgehensweise zur Förderung von Medienkompetenz bzw. für die Medienbildung wird in der medienpädagogischen Diskussion häufig die Projektarbeit betont, wobei besonders die Erstellung eigener medialer Produkte in den Blick gerückt wird. Allerdings besteht bei der Fokussierung auf Projektarbeit die Gefahr, dass andere Vorgehensweisen aus dem Blick geraten: Medienbildung sollte sich keineswegs auf eine „reflexiv-praktische Medienaneignung“ beschränken, sondern auch die „themenzentrierte Medienarbeit“ umfassen.
Betont man die Bereitschaft und Befähigung zu einem sachgerechten, selbstbestimmten, kreativen und sozial verantwortlichen Handeln als Zielperspektiven und beachtet äußere und innere Bedingungen des Medienhandelns, geht es bei der Medienbildung darum, ausgehend von geeigneten situativen Anforderungen und ihrer Wechselbeziehung zu Bedürfnislagen, jeweils den Erfahrungs- und Wissenstand zu erweitern und zugleich die intellektuelle und sozial-moralische Entwicklung zu fördern. Demgemäß sollten für ein medienbildendes Vorgehen folgende Leitkategorien gelten: Situations-, Bedürfnis-, Erfahrungs- und Entwicklungs- und Kommunikationsorientierung. Zur Umsetzung eignen sich in besonderer Weise erkundungs-, problem-, entscheidungs-, gestaltungs- und/oder beurteilungsorientierte Vorgehensweisen. Dabei ergeben sich unter anderem Bezüge eines problemorientierten Vorgehens zu einem sachgerechten Handeln, eines entscheidungsorientierten Vorgehens zu einem selbstbestimmten Handeln, eines gestaltungsorientierten Vorgehens zu einem kreativen Handeln und eines beurteilungsorientierten Vorgehens zu einem sozial verantwortlichen Handeln. Dabei sind für alle Vorgehensweisen geeignete Erkundungen notwendig.

## Umsetzung von Medienbildung
Die Umsetzung von Medienbildung kann in unterschiedlichen Kontexten stattfinden, z. B. in der Familie, im Kindergarten, in der Schule und Hochschule, in der Jugendarbeit und in der Erwachsenenbildung. Allerdings ist die dafür notwendige medienpädagogische Kompetenz bei den jeweils Erziehenden oder Lehrenden nicht immer vorhanden und müsste zunehmend gefördert werden. Im Rahmen notwendiger medienbildender Aktivitäten kommt der Schule – als für alle verbindlicher Bildungseinrichtung – eine besondere Verantwortung zu. Sie muss auf der Grundlage ihres Bildungsauftrags dafür zu sorgen, dass alle Kinder und Jugendlichen an der Medienbildung teilhaben. Zwar wird die Medienbildung mittlerweile in vielen Richtlinien und Lehrplänen als fächerübergreifende oder auch als fachliche Aufgabe betont, allerdings fehlt es bei der Umsetzung zum Teil an Verbindlichkeit für alle und an einer hinreichend begründeten Systematik. Um diese zu erreichen, wären unter anderem verpflichtende – im Bildungsauftrag verankerte – Standards und ein geeigneter inhaltlich-thematischer Rahmen für die Medienbildung notwendig. Insgesamt bleibt es eine wichtige bildungspolitische und bildungsadministrative Aufgabe, dafür einen angemessenen Zeitrahmen vorzusehen und weitere förderliche Bedingungen, einschließlich einer entsprechenden Aus- und Weiterbildung von Erziehenden und Lehrenden sicherzustellen.

## Belege
1. ↑   Vgl. Tulodziecki 2011, S. 24–29.
2. ↑  Vgl. z. B. FWU 1965.
3. ↑  Vgl. Wasem 1965, S. 119.
4. ↑  Vgl. Nowak 1967.
5. ↑  Vgl. Kerstiens 1971.
6. ↑  Vgl. Heimann 1961, S. 225f.
7. ↑  Vgl. Adorno 1959.
8. ↑  Vgl. Klafki 1985, S. 12f.
9. ↑  Vgl. z. B. Klafki 1985, S. 12–17.
10. ↑  Vgl. Tulodziecki 1989.
11. ↑  Vgl. z. B. BLK 1987.
12. ↑  Vgl. Haas, Hauf u. Sturm 1982.
13. ↑  Vgl. Buschmeyer 1997, S. 7.
14. ↑  Herzig 2001.
15. ↑  Vgl. Kerres 2007.
16. ↑  Tulodziecki, Herzig u. Grafe 2021, S. 9.
17. ↑  Marotzki u. Jörissen 2008.
18. ↑  Tulodziecki, Herzig u, Grafe 2010, S. 77–84.
19. ↑  Vgl. u. a. Tulodziecki 2015.
20. ↑  Vgl. z. B. Baacke 1997, S. 52f.
21. ↑  Vgl. Tulodziecki, Herzig u. Grafe 2021, S. 51–84.
22. ↑  KMK 2012, S. 3.
23. ↑  BLK 1995, S. 15.
24. ↑  Vgl. Tulodziecki 1993, S. 63, sowie: Tulodziecki, Herzig u. Grafe 2021, S. 77–84.
25. ↑  KMK 2017, S. 15–18.
26. ↑  Vgl. Tulodziecki 2023a.
27. ↑  Vgl. auch Tulodziecki 2023b, S. 189–204.
28. ↑  Vgl. zur entsprechenden Diskussion: Schorb 2009; Spanhel 2010; Tulodziecki 2010; Iske 2015.
29. ↑  Baacke 1996, S. 8.
30. ↑  Schorb 2017a, S. 256–261
31. ↑  Vgl. Tulodziecki 2022.
32. ↑  Vgl. z. B. Keilhacker u. Keilhacker 1955.
33. ↑  Vgl. z. B. Chresta 1963.
34. ↑  Vgl. z. B. Kerstiens 1971.
35. ↑  Vgl. z. B. Holzer 1974.
36. ↑  Vgl. Baacke 1997.
37. ↑  Vgl. z. B. Knaus 2020.
38. ↑  Vgl. Tulodziecki, Herzig u. Grafe 2021, S. 203–208.
39. ↑  Vgl. Tulodziecki, Herzig u. Grafe 2021, S. 200–202
40. ↑  Vgl. z. B. Baacke 1997, S. 8.
41. ↑  Vgl. Schorb 2017b, 138–141.
42. ↑  Tulodziecki, Herzig u. Grafe 2021, 175ff.
43. ↑  Vgl. zu solchen Leitkategorien auch Fröhlich 1982.
44. ↑  Vgl. Tulodziecki, Herzig u. Grafe 2021, 175ff.
45. ↑  Vgl. z. B. Moser 2006.